# Chim cổ rắn châu Phi
Chim cổ rắn châu Phi, tên khoa học Anhinga rufa, là một loài chim trong họ Chim cổ rắn (Anhingidae).

## Hình ảnh

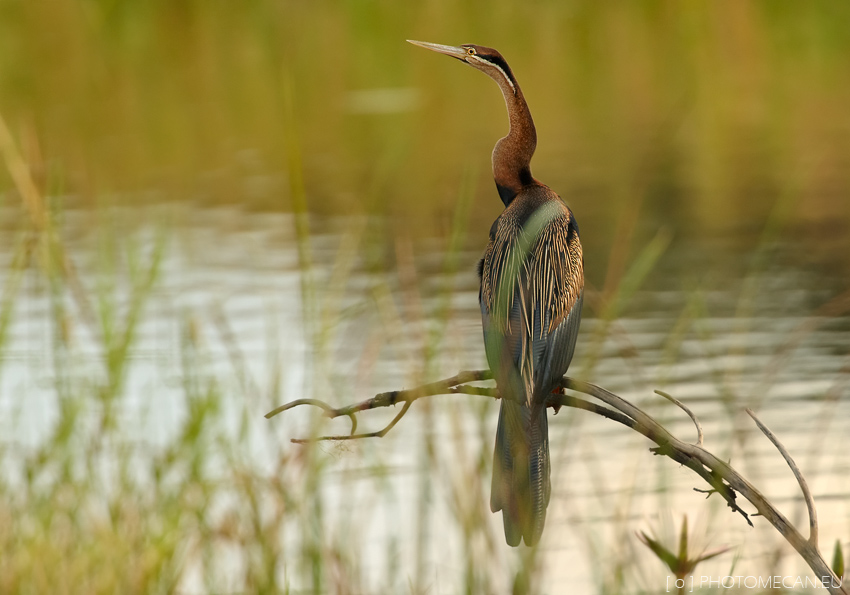
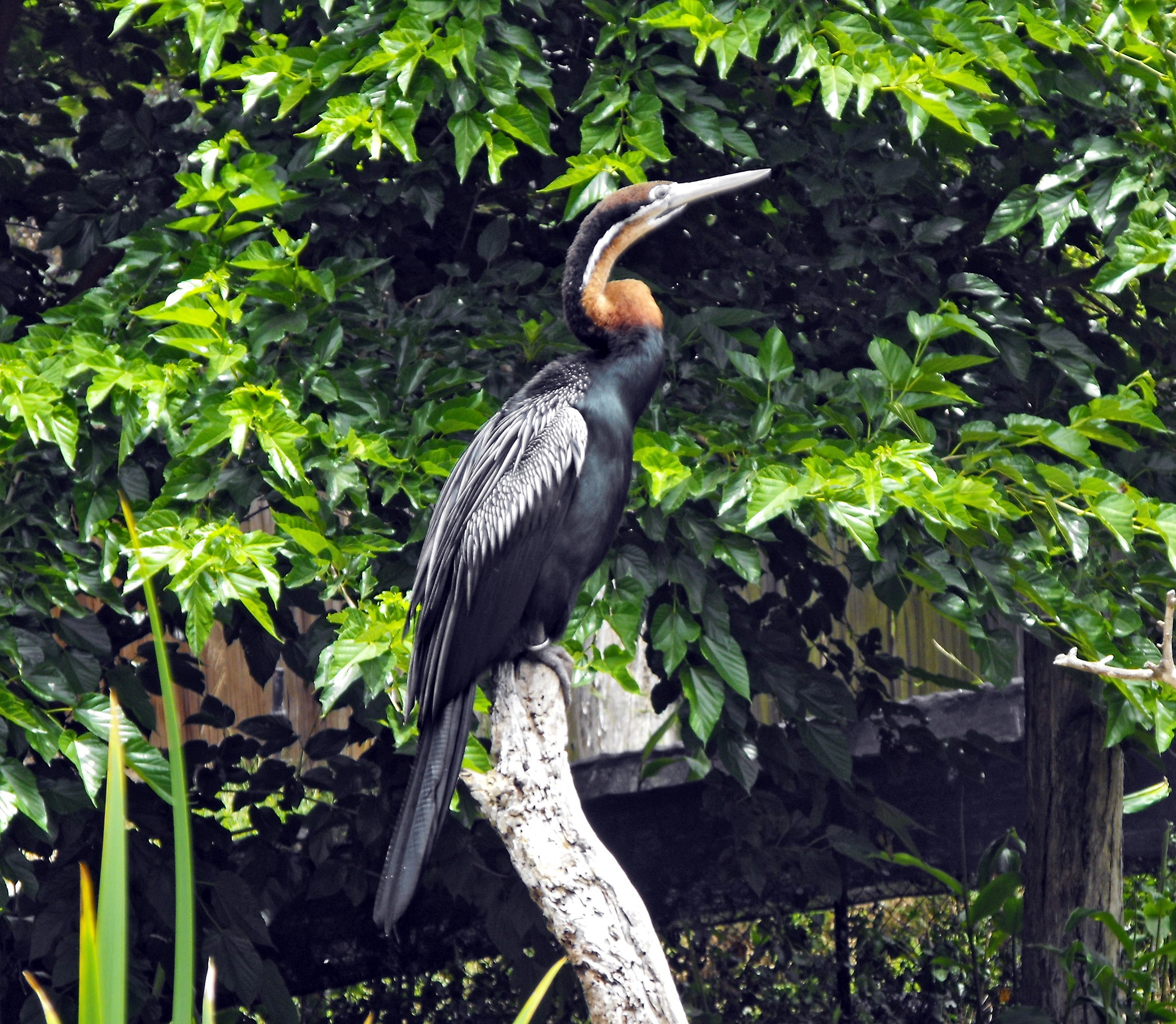
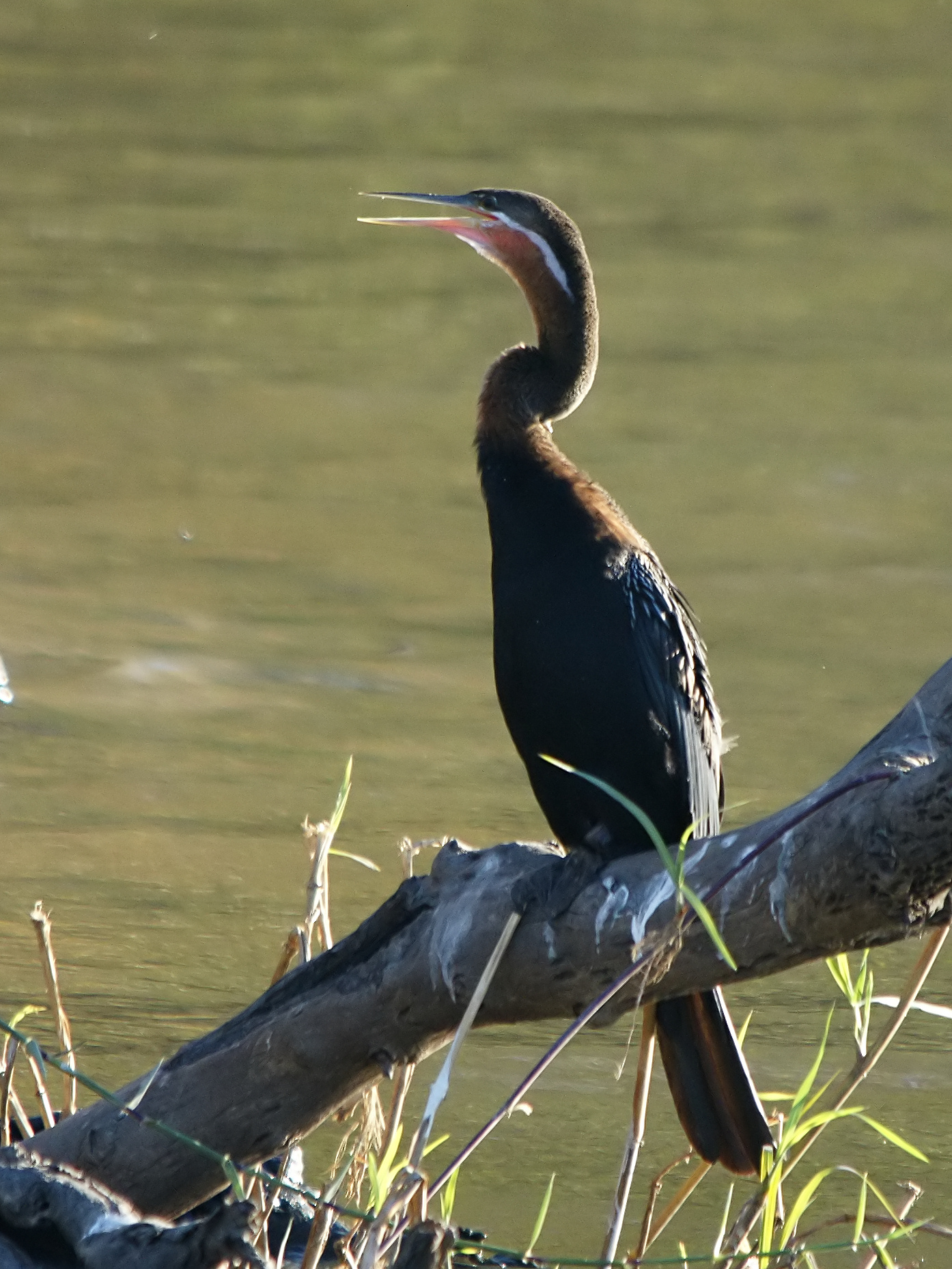
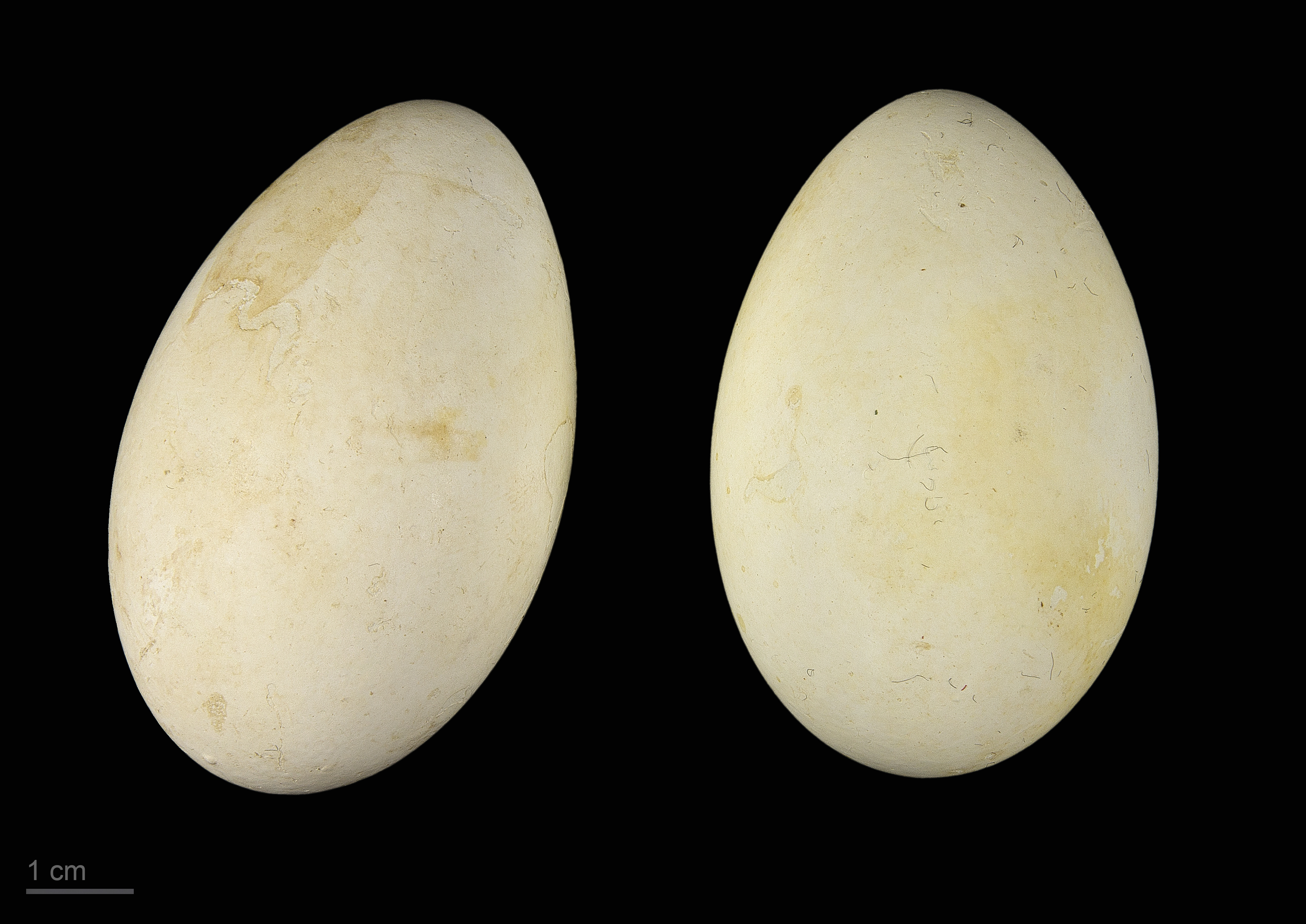
Museum specimen